# Distrito Walter Moss
El distrito Walter Moss es una subdivisión del departamento San Salvador de la provincia de Entre Ríos, Argentina. Está conformado según el decreto provincial N° 4337/1996 por parte de la antigua colonia judía de Walter Moss y otras colonias rurales no organizadas, como colonia La Armonía. Fue formado con los sectores de los distritos Lucas al Norte y Lucas al Sud separados del departamento Villaguay al ser creado el departamento San Salvador. Tiene una extensión de 324 km² y se ubica al norte del departamento.
Desde 2001 la totalidad del distrito corresponde al área jurisdiccional del centro rural de población de Walter Moss. Electoralmente todo el distrito es parte del circuito electoral N° 312, que abarca el área del centro rural de población de Walter Moss, y el este del distrito General Campos, dentro de la sección electoral San Salvador del distrito electoral Entre Ríos.
El distrito es atravesado por el arroyo Lucas, que nace en él, y sus afluentes los arroyos: Centurión, del Espinillo, Cortez, Grande y la cañada Juan Correntino en el límite con el departamento Villaguay. Lo atraviesan también las rutas provinciales 22 y 37.